# Liet-Kynes
Liet-Kynes Frank Herbert: A Dűne regényben szereplő planetológus.

## Élete
Apja Pardot Kynes, aki szintén bolygókutató volt. IX. Elrood helyezteti Pardot Kynest a Dűnére. Véletlen folytán néhány fremennel közelebbi kapcsolatba kerül, amikor Stilgarnak és három társának segít megölni néhány Harkonnen-katonát. A sziecsben döntenek Pardot sorsáról: meg kell halnia, de erre nem kerül sor. Feleségül vesz egy fremen nőt, majd megszületik fia, Liet. Fremen nevelést kap és átveszi apja helyét, miután Pardot meghal. Néha mint kinevezett planetológus küld a császári udvarba jelentést, de ezek többnyire apja néhány évvel korábbi jelentései. Magyarázat erre az, hogy az udvarban el sem olvassák a jelentéseket, amiket küldenek, emiatt Liet nem is veszi a fáradságot, hogy újakat írjon.
A planetológus tisztség mellett megkapja a Változás bírája címet is, mivel a Liga szerint 10191-ben az Atreides-ház kerül a Dűne élére. Harkonnen báró, felrúgva a Nagy Egyezményt, császári sardaukarokat vet be az Atreidesek ellen, és megöleti Liet-Kynest – a báró katonái messzire kiviszik a sivatagba és magára hagyják. Halála előtt még megmenti Lady Jessicát és annak fiát, Paul Atreidest, akik a fremenekhez kerülnek. Liet lánya, Chani lesz Paul Atreides gyerekeinek, II. Leto és Ghanima Atreidesnek az anyja.

## A filmekben
- Max von Sydow alakítja az 1984-es filmben.
- Karel Dobrý a 2000-es sorozatban.
- Sharon Duncan-Brewster alakítja a 2021-es filmben; ebben Liet nőként szerepel.